# داسو سوبر ميستير
داسو سوبر ميستير (بالإنجليزية: Dassault Super Mystère)‏ هي مقاتلة-قاذفة أنتجت في 1956 بفرنسا. من صناعة داسو للطيران. كانت تستخدم بشكل أساسي من قبل القوات الجوية الفرنسية. كان أول طيران لها في 2 مارس 1955. انتهت خدمتها في 1977. صنع منها 180 طائرة.

## المستخدمون
- القوات الجوية الفرنسية
- القوات الجوية الإسرائيلية